# Jukola
Jukola je pokrm z ryb připravovaný původními obyvateli Sibiře, Ruského dálného východu a také Severní Ameriky (Aljaška, Grónsko). Slovo jukola pochází z jazyka Evenků.
Jukola se nejčastěji připravuje z tenkých plátků rybího masa (hlavně losos), které se suší na slunci či udí nad ohněm pověšené na dřevěných tyčích. Po usušení se plátky masa svážou do velkých svazků. Plátky ryb musí být tenké a nepotrhané. Pokud jsou plátky tlustší a potrhané, dlouho drží vlhkost a ryba pak může zplesnivět. Kromě plátků rybího masa se také připravují celé, nenaporcované ryby. 
Takto připravovaná ryba se dlouho nekazí, dobře zažene hlad a nezpůsobuje žízeň. Používá se také ke krmení saňových psů, při cestách se psím spŕežením jsou cestující vybaveni zásobami jukoly, která je lehká a výživná.